# Прунариу, Думитру Дорин
Думи́тру Дори́н Пруна́риу (род. 27 сентября 1952, Брашов) — румынский космонавт. Герой Румынии (1981). Герой Советского Союза (1981). Первый и на сегодняшний день единственный румынский космонавт.

## Биография
В 1971 году окончил физико-математическую школу в Брашове. В 1976 году окончил Аэрокосмический факультет (Facultatea de Constructii Aerospatiale) Бухарестского политехнического института (по специальности — авиационный инженер) и начал работать инженером на авиационном заводе IAR — Brasov в городе Брашов. В 1977 году, после отбора в качестве кандидата в космонавты, призван на военную службу в ВВС Румынской армии и переведён на работу гражданским инженером в ВВС. Затем поступил в Румынское военно-воздушное училище (1977) и стал пилотом ВВС.
В январе 1978 года был отобран в качестве одного из двух кандидатов в космонавты (совместно со своим будущим дублёром Думитру Дедиу) и 20 марта 1978 года приступил к подготовке в ЦПК имени Гагарина в составе группы «Интеркосмос» № 2.
В октябре-декабре 1980 года проходил подготовку в составе экипажа вместе с Евгением Хруновым, которого в январе 1981 года сменил Леонид Попов. Вначале их экипаж рассматривался в качестве второго, но 13 мая 1981 года на заседании Государственной комиссии он был назван основным.
14 мая 1981 года Д. Прунариу совершил полёт в космос на КК Союз-40, став первым румынским космонавтом. Он провёл 8 дней на космической станции Салют-6, на которой работал экипаж 5-й основной экспедиции (Владимир Ковалёнок и Виктор Савиных), занимаясь научными исследованиями и экспериментами, в том числе исследованиями магнитного поля Земли. До полета С. Аль Сауда был самым молодым (по дате рождения) из слетавших в космос.

После возвращения в Румынию служил старшим инспектором по аэрокосмическим делам Министерства обороны Румынии (эта должность была создана специально для него).

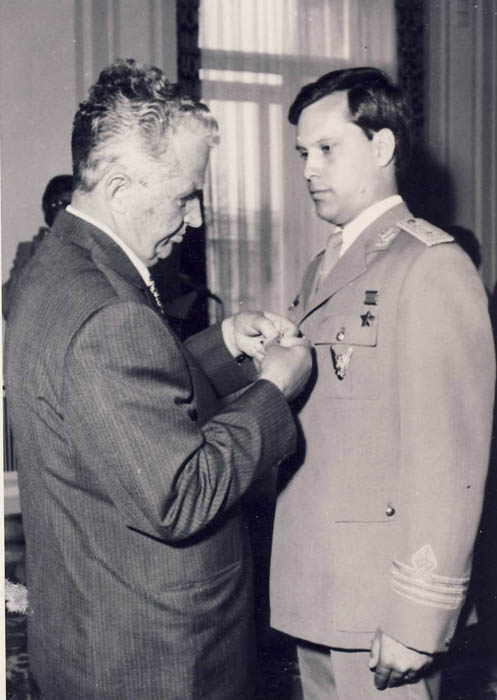
Николае Чаушеску награждает Думитру Прунариу

С 1981 года преподавал на аэрокосмическом факультете Бухарестского политехнического института. В октябре 1985 года был одним из учредителей Ассоциации участников космических полётов (АУКП) на конгрессе под Парижем. В январе 1990 года был назначен заместителем министра транспорта и директором гражданской авиационной программы Румынии.
В 1991 году окончил Международный институт подготовки авиационного управленческого персонала (International Aviation Management Training Institute — IAMTI/IIFGA) в Монреале.
В 1992 году был назначен членом совета Румынского космического агентства (ROSA), с 1998 по 2004 год — Президент-Генеральный директор ROSA.
В 1999 году защитил диссертацию и получил степень доктора философии Ph.D. в области аэрокосмического машиностроения.
В 1999 году окончил шестимесячные курсы в Национальном военном колледже.
Начиная с 1992 года был постоянным представителем Румынии в Комитете ООН по мирному использованию космического пространства (МИКП). В июне 2003 года избран (на период 2004—2005) председателем Научного и Технического подкомитета Комитета ООН по МИКП.
С февраля 2004 по июль 2005 года был послом Румынии в России.
С 2006 года — Председатель Совета Румынского космического агентства. Возглавлял представительство Румынии при Европейском Союзе в Брюсселе. В июне 2010—июне 2012 года — председатель Комитета ООН по использованию космического пространства в мирных целях (United Nations Committee on the Peaceful Uses of Outer Space).
Автор нескольких книг о космических технологиях и полётах в космос.

## Семья
- Жена (поженились в 1974 году) — Прунариу Крина Родика (Prunariu Crina Rodica; род. 6 января 1953), окончила факультет авиационных инженеров Бухарестского политехнического института, затем на дипломатической работе, в 2007 году была послом Румынии в Армении.
- Сын — Раду-Каталин (Prunariu Radu-Catalin), род. 28.12.1975, окончил финансово-экономический факультет университета, затем работал в авиации.
- Сын — Овидиу-Даниел (Prunariu Ovidiu-Daniel), род. 15.12.1977, занимался международными отношениями.

## Воинские звания
- Младший лейтенант ВВС запаса (с сентября 1977 года);
- старший лейтенант ВВС (с марта 1978 года);
- капитан (с мая 1981 года);
- полковник (с 1990 года);
- генерал ВВС (с 25.10.2000);
- генерал-майор ВВС (с 24.10.2003).

7 февраля 2007 года ушёл в отставку.

## Награды
- Герой Социалистической Республики Румыния (указом Президента СРР Николае Чаушеску от 22 мая 1981 года);
- Орден «Победа социализма»;
- Великий офицер ордена Звезды Румынии (1 декабря 2000 года)[1];
- Герой Советского Союза (1981);
- Орден Ленина (СССР) (1981);
- Медаль «За заслуги в освоении космоса» (Россия, 12 апреля 2011 года) — за большой вклад в развитие международного сотрудничества в области пилотируемой космонавтики[2].
- Почётный гражданин Бухареста (29 сентября 2022 года)[3].